# ژیل برتولد
ژیل برتولد (فرانسوی: Gilles Bertould‎؛ زادهٔ ۱۶ مهٔ ۱۹۴۹) دونده اهل فرانسه بود.